# Daniel Strož
Daniel Strož (eigentlich František Stros, * 4. August 1943 in Pilsen) ist ein tschechischer Dichter, Publizist, Verleger, Literaturkritiker, Mäzen und Politiker.

## Leben
1968 emigrierte Strož nach Deutschland. 1975 gründete er in München den Verlag Poezie mimo domov, der hauptsächlich Titel tschechischer und slowakischer Schriftsteller und Dichter veröffentlichte.
1981 wurde Strož  die tschechoslowakische Staatsbürgerschaft entzogen. Er nahm später die deutsche Staatsbürgerschaft an.
Nach dem Ende der kommunistischen Diktatur war Strož  von  1995 bis 2004 Kolumnist der Kommunistischen Haló novin. Er ist Ehrenvorsitzender des tschechischen Schriftstellerverbandes Unie českých spisovatelů. Er war Mitherausgeber der von 1995 bis 2014 erschienenen Wochenzeitung Obrys-Kmen.
2004 wurde er unter dem Namen Franz Stros für die Kommunistische Partei Böhmens und Mährens (KSČM) ins Europäische Parlament gewählt. Dort war er Mitglied im Rechtsausschuss und in der Delegation im Gemischten Parlamentarischen Ausschuss EU-Rumänien.